# بيتر إردو
بيتر إردو (بالمجرية: Erdő Péter مواليد 25 يونيو 1952) هو كاهن كاثوليكي مجري، أصبح كاردينال في عام 2003.
ويُعتبر أحد المرشحين لخلافة البابا فرنسيس.

## روابط خارجية
- بيتر إردو على موقع مونزينجر (الألمانية)